# Boissonneaua matthewsii
El colibrí pechirrojo (Boissonneaua matthewsii), también denominado colibrí de pecho rojo, colibrí pechicastaño (en Colombia), colibrí de pecho castaño (en Perú), coronita pechicastaña (en Ecuador) o diadema pecho castaño, es una especie de ave apodiforme de la familia Trochilidae (los colibríes) perteneciente al género Boissonneaua. Es nativo de regiones andinas del noroeste y centro oeste de América del Sur.

## Distribución y hábitat
Se distribuye por la pendiente oriental de la cordillera de los Andes desde el extremo sureste de Colombia (en Nariño y Putumayo), a través de Ecuador hasta el sureste de Perú (Cuzco). Por la pendiente occidental en Ecuador, desde Chimborazo hasta El Oro, y en el noroeste de Perú hasta Cajamarca.

## Descripción
Los machos y las hembras de esta especie son muy similares en tamaño y colorido de su plumaje. Miden en torno a los 12 cm de longitud y pesan alrededor de 7,5 g. Su pico es corto, recto y notablemente grueso. Su plumaje es de un intenso color verde metálico en el dorso, con el pecho y vientre de un característico y distintivo color rojizo.

## Sistemática

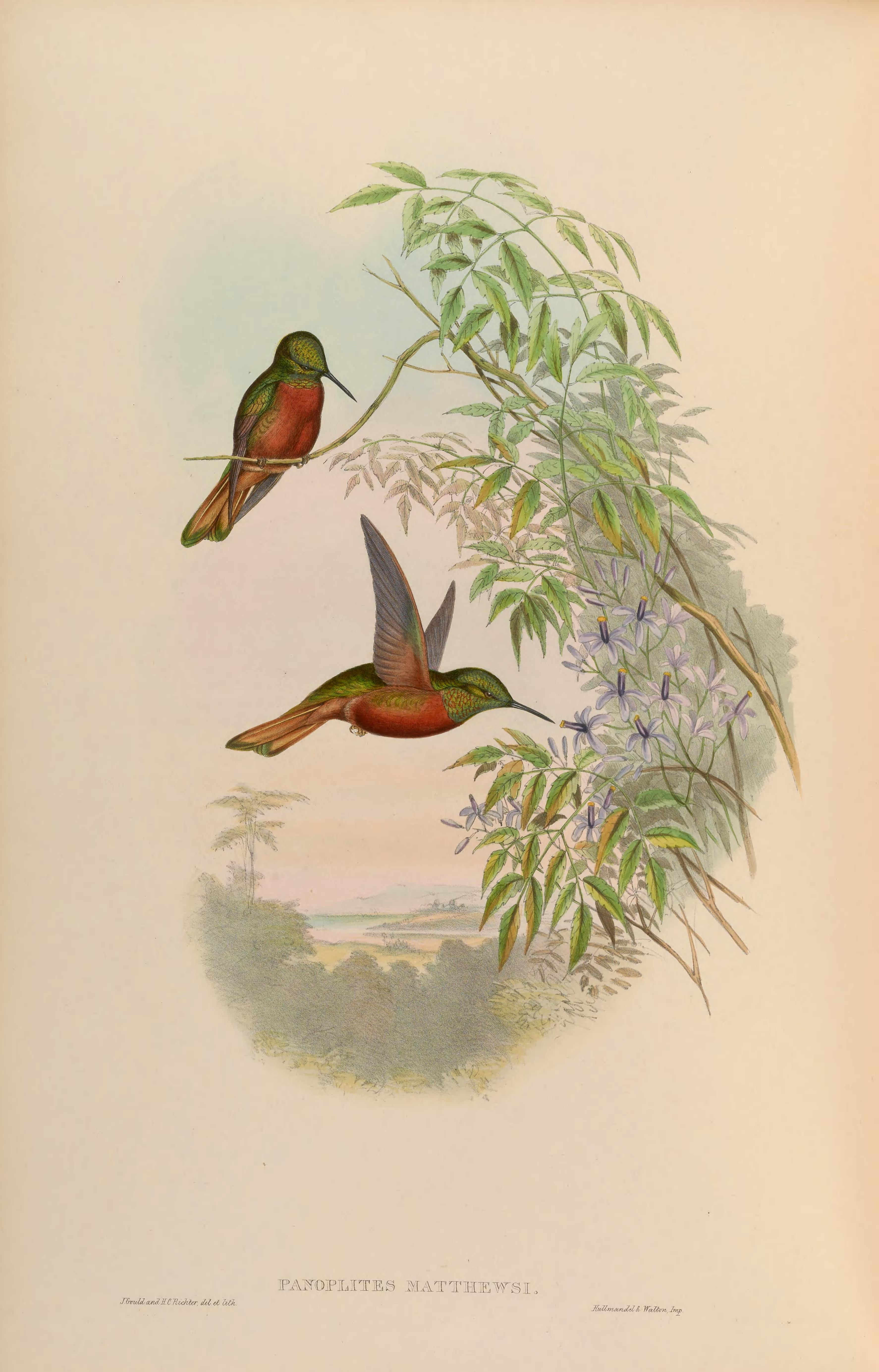
Panoplites matthewsii sinónimo de Boissonneaua mathewsii, ilustración de Gould y Richter en A monograph of the Trochilidae, or family of humming-birds 2, 1861.

### Descripción original
La especie B. matthewsii fue descrita por primera vez por el ornitólogo francés Jules Bourcier en 1847 bajo el nombre científico Trochilus matthewsii; su localidad tipo es: «Perú».

### Etimología
El nombre genérico femenino «Boissonneaua» conmemora al ornitólogo francés Auguste Boissonneau (1802–1883); y el nombre de la especie «matthewsii», conmemmora al botánico y recolector en la América tropical Andrew Mathews (1801–1841).

### Taxonomía
Es monotípica.